# James Keatings
James Keatings (Glasgow, 20 januari 1992) is een Schots voetballer die sinds 2014 voor de Schotse tweedeklasser Heart of Midlothian FC uitkomt. Voordien speelde hij voor Celtic FC, St. Johnstone FC en Hamilton Academical FC.